# Pier Carlo Bontempi
Pier Carlo Bontempi (Fornovo di Taro, 1954) è un architetto italiano, esponente del Neourbanesimo e del Nuovo classicismo. Egli pone una particolare enfasi in merito al contesto urbano e alla continuità con le tradizioni architettoniche. Bontempi ha ricevuto il Premio Driehaus a Chicago il 29 marzo 2014.
Lo studio di Bontempi è situato in prossimità della città di Collecchio, nel parmense (Emilia-Romagna). L'architetto e i suoi collaboratori lavorano su nuovi progetti di architettura tradizionale, quali restauro, ricostruzione, pianificazione urbana. I progetti per lo sviluppo del centro storico di Parma, per Place de Toscane e il resort Quartier du Lac a Val d'Europe (Francia) hanno ricevuto premi internazionali.

## Carriera
Bontempi ha studiato architettura all'Università degli Studi di Firenze. Nel corso della sua carriera ha insegnato presso la Facoltà di Architettura dell'Università di Firenze, all'École Spéciale d'Architecture di Parigi, presso la sede fiorentina dell'Università di Syracuse, ancora alla Staatliche Akademie der Bildenden Künste Stuttgart di Stoccarda, a nel corso di formazione della Fondazione per l'architettura sociale (The Prince's Foundation for Building Community) del principe Carlo a Londra.

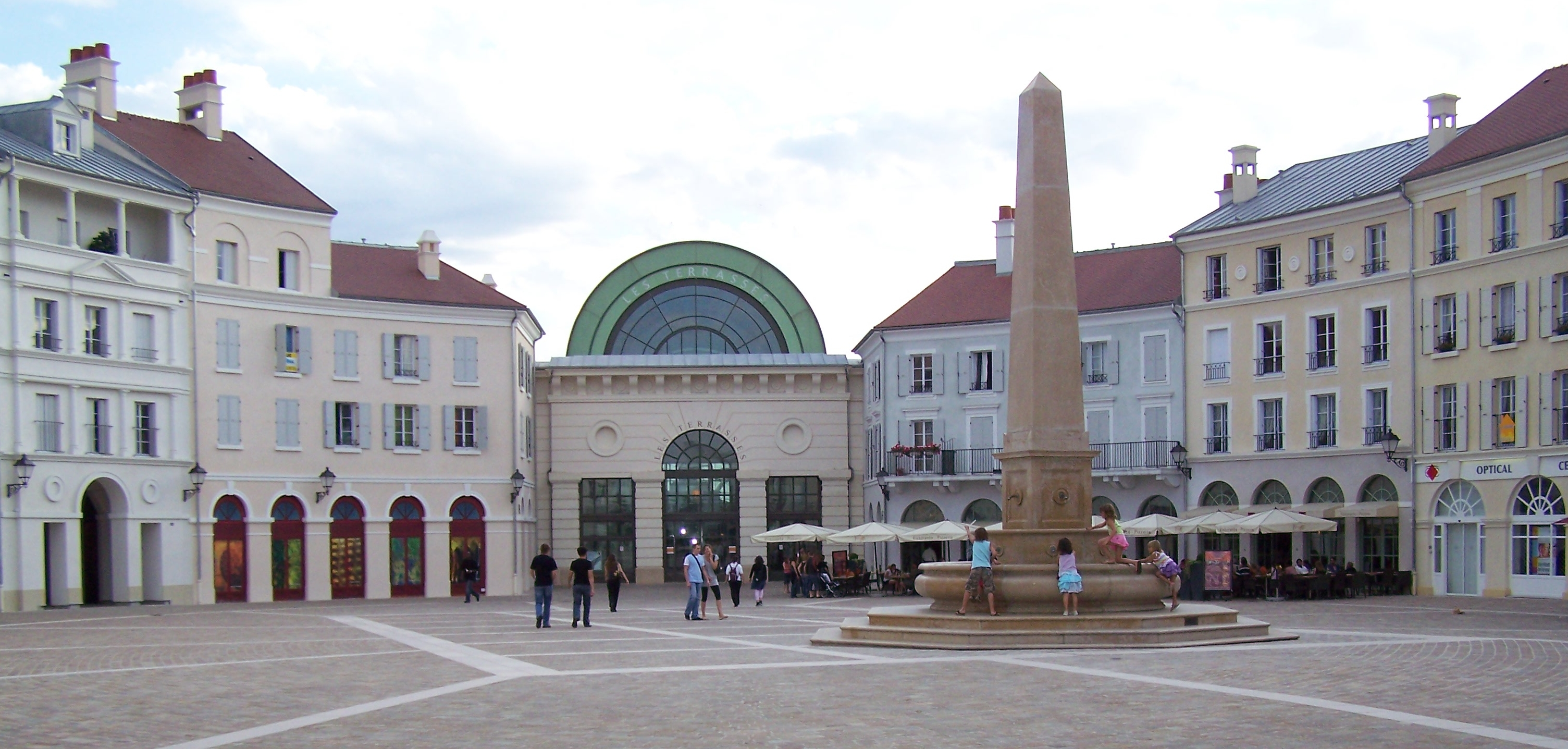
Place de Toscane (2002) a Serris, in Val d'Europe (Francia).

Tra i suoi collaboratori vi sono gli architetti Massimo Gandini, Giuseppe Greci, Fabio Paoletti, Matteo Casola, Nicola Bergamaschi e Maria Cristina Celato. Bontempi ha vinto la gara architettonica per la redazione di un piano di recupero degli isolati urbani nel centro storico di Parma (1981-1987). Nell'anno 1996, Bontempi ha ricevuto il suo secondo premio internazionale, il Marsham Street Urban Design Competition, a Londra. Ha in seguito ricevuto ilPrix Européen de la Reconstruction de la Ville nel 1998 da parte della Fondation Philippe Rotthier pour l'Architecture de Bruxelles a Bruxelles.
Nel 2000 Bontempi è stato John Burgee Annual Lecturer presso la Notre Dame School of Architecture, negli Stati Uniti. Nel giugno del 2001, l'architetto ha ricevuto il Charter Award durante congresso annuale del Congress for the New Urbanism's ("CNU IX", New York). L'anno seguente ha vinto la gara per la costruzione del complesso Place de Toscane a Val d'Europe, un progetto che è stato premiato nel 2008 con il Palladio Award a Boston. Nel 2014 Bontempi ha ricevuto il Premio Driehaus per «a career of achievement in the art of traditional architecture». Il premio viene assegnato a «un architetto vivente la cui opera incarni i più alti ideali dell’architettura classica e tradizionale nella società contemporanea, e generi un positivo impatto culturale, ambientale e artistico».

## Pubblicazioni
- Rêve d'Italie, Pier Carlo Bontempi, 2004, AAM Editions, Archives d'architecture moderne, 63 pages[5].
- Pier Carlo Bontempi: Piazza Nuova ; Place de Toscane, Val d'Europe, Marne-la-Vallée, France, Léon Krier, Maurice Culot, 2008, AAM Editions, Archives d'architecture moderne, 109 pages[6].
- ArcChicago - Revenge of the Classicists: Driehaus Award to Pier Carlo Bontempi.